# رواتلا
روّاتّلا هي قرية  تقع في بلدية كيمنما وتورنيو في لابلاند في شمال غرب فنلندا. لبضع سنوات كان هناك حدثا السيارات خلال فصل الصيف  من كل عام الثاني يسمى "اويكي ميتوريتاباتيما"، التي نظمها نادي يدعى كونوفويمايدستيس.

## وصلات خارجية
- Satellite map at Maplandia

‌